# دالان‌کن نوارحنایی
دالان‌کن نوارحنایی (نام علمی: Geositta rufipennis) نام یک گونه از سرده دالان‌کن‌ها است.